# Sollozo por Pedro Jara
Sollozo por Pedro Jara (Estructuras para una elegía) es un poema del escritor ecuatoriano Efraín Jara Idrovo, publicado por primera vez en 1978 por la Casa de la Cultura Ecuatoriana e inspirado en la muerte de su hijo Pedro, quien falleció en 1974. Es la obra más aclamada del autor, además de ser considerado uno de los mejores poemas de la literatura ecuatoriana del siglo XX.
La obra fue traducida al inglés por la catedrática ecuatoriana Cecilia Mafla Bustamante y publicada en una edición bilingüe en conmemoración de los 40 años de la publicación original del texto.

## Trasfondo
La génesis del poema tuvo lugar en 1974 a raíz del suicidio de su hijo Pedro, quien en ese entonces contaba con 16 años y cuyo cuerpo fue encontrado colgado en el baño. Jara Idrovo empezó a escribir Sollozo por Pedro Jara en su memoria, proceso que le tomó más de un año y cuya estructura fue influenciada por piezas musicales como el «Estudio XI para piano», de Karlheinz Stockhausen, y la «Tercera sonata», de Pierre Boulez. Respecto al proceso de escritura, años más tarde aseveró en una entrevista:

No se trató de una elegía, sino más bien un homenaje a su memoria. Por eso me demoré un año, porque quería usar mi escritura no para lamentar su pérdida (que ya bastante me había costado) sino para celebrar su vida, e incluso la libertad con la que había decidido salir de ella.

## Estilo y estructura
La obra cuenta con una gran musicalidad gracias al uso de aliteraciones, la introducción de neologismos nacidos a partir del nombre Pedro y la repetición de sílabas en palabras como «pedro», «piedra», «párpados», «polvo», «pedernal», entre otras.
Estructuralmente, el poema se encuentra compuesto por 363 versos organizados en cinco partes, cada una de las cuales se didide a su vez en tres subsecciones, que siguen la numeración 1.1, 1.2, 1.3, 2.1, etc. De acuerdo a la crítica literaria María Augusta Vintimilla, esta estructura permite realizar lecturas alternativas del poema al seguir diferentes órdenes, como por ejemplo la secuencia formada por las subsecciones 1.1, 2.1, 3.1 y continuando luego con el resto. Esta opinión fue compartida por la poeta Carla Badillo Coronado, quien comparó la estructura del poema con la técnica musical del serialismo, y aseveró que cada subsección conformaba un desarrollo paralelo que permitía combinarlos de múltiples maneras y generar así lo que calificó como un «poema infinito».
Las subsecciones de cada parte de la obra poseen además un número fijo de versos que forman una progresión ascendente y descendente: las subsecciones de la primera parte cuentan con 19 versos cada una, las de la segunda cuentan con 25 versos, las de la tercera tienen 33 versos, las de la cuarta vuelven a los 25 versos y las de la última parte repiten los 19 versos. De acuerdo al autor, decidió incluyir esta característica para darle al poema la forma de una torre de catedral.

## Recepción
El poema es considerado la mejor obra de Jara Idrovo. Esta opinión era compartida por el propio autor, que aseguró en 2012 que nunca en su carrera literaria había vuelto a intentar repetir el nivel de experimentación que realizó en el mismo. El escritor ecuatoriano Jorge Dávila Vásquez calificó a la obra como «terrible y grandiosa» y la citó como ejemplo de la genialidad de su autor. El escritor y crítico de arte Cristóbal Zapata, por su lado, aseguró que el poema representaba una «maravillosa ejecución, en sentido poético y musical», mientras que la poeta Carla Badillo Coronado lo catalogó como uno de los más «bellos, conmovedores y experimentales» en la historia de la lírica ecuatoriana.